# ファミ☆ピョン
『ファミ☆ピョン』は、2011年4月20日から10月12日までTBSで毎週水曜日の19:00 - 19:55（JST）に放送されていた生活情報バラエティ番組。

## 概要
芸能人とその家族が出演し、普段は見せない芸能人の知られざる一面や本音、芸能人の行きつけの店など「家族」にまつわる様々な企画を放送する。
2011年10月12日放送の2時間スペシャルを以て終了し、同年10月26日から2代目林家三平・国分佐智子夫妻、2代目三平の母親である海老名香葉子などがレギュラー出演するトークバラエティ番組『海老名さん家の茶ぶ台』がスタートした。なお『海老名さん家』の開始は急だったらしく、隔週テレビ雑誌や月刊テレビ雑誌では10月26日も当番組を放送する予定だった。しかし、『海老名さん家』も2012年3月14日に終了した。

## 当番組の扱い
- TBS系列では1982年開始の『そこが知りたい』からローカルセールス枠を設けている。同時ネット局であっても個別にローカル編成を組む場合があった。ただし、2時間SPの場合は、下記に記載されている未ネット局でも2時間SP（19:00 - 20:49）または1時間SP（裏送り版、20:00 - 20:54）のどちらかにして放送された。
- RKBとCBCは野球中継が放送された場合、放送休止あるいは後日放送の場合もあった。
- 2011年7月13日放送の同番組の関東地区視聴率が、14日早朝3時台から放送された『2011 FIFA女子ワールドカップ準決勝 日本対スウェーデン』の視聴率5.4%よりも低い3.9%だったことが話題になった[2]。

## ネット局
| 放送対象地域 | 放送局名                 | 放送時間           | 遅れ       |
| ------------ | ------------------------ | ------------------ | ---------- |
| 関東広域圏   | TBSテレビ (TBS)          | 水曜 19:00 - 19:55 | 制作局     |
| 北海道       | 北海道放送 (HBC)         | 水曜 19:00 - 19:55 | 同時ネット |
| 青森県       | 青森テレビ (ATV)         | 水曜 19:00 - 19:55 | 同時ネット |
| 岩手県       | IBC岩手放送 (IBC)        | 水曜 19:00 - 19:55 | 同時ネット |
| 宮城県       | 東北放送 (TBC)           | 水曜 19:00 - 19:55 | 同時ネット |
| 山形県       | テレビユー山形 (TUY)     | 水曜 19:00 - 19:55 | 同時ネット |
| 福島県       | テレビユー福島 (TUF)     | 水曜 19:00 - 19:55 | 同時ネット |
| 富山県       | チューリップテレビ (TUT) | 水曜 19:00 - 19:55 | 同時ネット |
| 石川県       | 北陸放送 (MRO)           | 水曜 19:00 - 19:55 | 同時ネット |
| 広島県       | 中国放送 (RCC)           | 水曜 19:00 - 19:55 | 同時ネット |
| 山口県       | テレビ山口 (tys)         | 水曜 19:00 - 19:55 | 同時ネット |
| 愛媛県       | あいテレビ (itv)         | 水曜 19:00 - 19:55 | 同時ネット |
| 高知県       | テレビ高知 (KUTV)        | 水曜 19:00 - 19:55 | 同時ネット |
| 長崎県       | 長崎放送 (NBC)           | 水曜 19:00 - 19:55 | 同時ネット |
| 大分県       | 大分放送 (OBS)           | 水曜 19:00 - 19:55 | 同時ネット |
| 宮崎県       | 宮崎放送 (MRT)           | 水曜 19:00 - 19:55 | 同時ネット |
| 沖縄県       | 琉球放送 (RBC)           | 水曜 19:00 - 19:55 | 同時ネット |
| 中京広域圏   | 中部日本放送 (CBC)       | 木曜 19:59 - 20:54 | 遅れネット |
| 福岡県       | RKB毎日放送 (rkb)        | 木曜 20:00 - 20:54 | 遅れネット |
| 鹿児島県     | 南日本放送 (MBC)         | 木曜 20:00 - 20:54 | 遅れネット |

## 主な出演者
正式なレギュラー出演者はいなかったが、複数回出演しているタレントを記載。
- 峰竜太
- 高田純次
- 薬丸裕英
- いとうあさこ
- 森公美子
- 大島美幸（森三中）
- 大和田獏
- 大和田伸也
- ユージ
- 駒田健吾（TBSアナウンサー）ほか

## スタッフ
- テーマ曲：奥華子
- ナレーション：永井一郎、一龍斎貞友
- 構成：樋口卓治、塩沢航、塚田ゆみ、播田ナオミ、小林正和
- リサーチ：河野秀彰
- キャラクター&デザイン：good design company
- オープニングCG：大宮司徳盛
- CG：ぴーたん
- TM：石川博章
- ENG：中島純
- 音響効果：新谷隆生
- 編集：栗原康幸（OMNIBUS JAPAN）
- MA：的池将
- TK：長谷川道子
- 美術プロデューサー：西條貴子→中江大志
- 美術制作：鈴木直人
- メイク：アートメイク・トキ、惣門亜希子
- 編成：秤淳一郎
- AP：大山小百合、松原元美
- ディレクター：むたゆうじ、藤村卓也、飯干友樹、青木良憲、山口未歩、小西憲太郎、池辺幸子、菊島由佳子、藤井尚之、濱本美穂、安永洋平
- チーフディレクター：石黒光典
- ファミリープランナー：朝岡慶太郎
- プロデューサー：谷澤美和、高宮望、壁谷政彦、西沢雅文
- チーフプロデューサー：小谷和彦
- 技術協力：東通
- 制作協力：ファルコン、ボトム、タムタム
- 製作著作：TBS

## 備考
- 当初は『おいしいリクエストバラエティ うま☆ピョン』として開始する予定だったが、諸事情により『ファミ☆ピョン』に変更された[7]。
- 当番組は前半のみロート製薬が単独で提供しているが、オープニングキャッチは無い上、TBSテレビのみでの提供であった。これはあくまでもこの時間帯がローカルセールス枠であり、系列局では違うスポンサーがつくことがあるため。